# Пентатоника
Пентато́ника (от др.-греч. πέντε «пять» + τόνος «напряжение, натяжение; тон») — пятиступенная интервальная система, все звуки которой могут быть расположены по чистым квинтам и/или квартам (см. Квинтовый круг), например, вверх по квинтам: до — соль — ре — ля — ми.

## Общая характеристика
В отличие от диатонического, пентатонический звукоряд не содержит полутонов, отсюда его другое название — «ангемитоновый» (то есть «бесполутоновый», от греческой отрицательной приставки др.-греч. ἀν и др.-греч. ἡμιτόνιον — полутон). В современной российской науке звукоряды такого типа зачастую обобщают — по аналогии с терминами «диатоника», «пентатоника» и т.д. — термином «ангемитоника». В англоязычной науке такого «системного» термина нет; по отношению к любому бесполутоновому звукоряду используется термин «ангемитоновый звукоряд» (англ. anhemitonic scale). Бесполутоновый звукоряд представляют пятью разными способами:

Пентатоника — самодостаточная и полная интервальная система; ангемитоновый пятиступенный звукоряд не следует трактовать как диатонический с «пропущенными» ступенями. По той причине, что пентатонический звукоряд не посекундовый (не состоит из тонов и полутонов), применение школьной терминологии для обозначения ступенной величины интервалов («секунда», «терция», «кварта» и т. д.) составляет проблему. Например, назвать вторую ступень звукоряда № 3 (в нотном примере вверху) «секундой» (ввиду того, что это вторая ступень) означало бы запутать читателя, поскольку в данном звукоряде вторая ступень выше первой на малую терцию. Вместо «ступенной» терминологии предпочтительны термины, обозначающие «абсолютную» величину (интервальный объём) — по образцу древнегреческой гармоники, например, вместо «терция» — полудитон (или «гемидитон») и т. п. Латинские термины «секунда», «терция» и прочие сформировались в европейском Средневековье для обозначения ступеней диатонического тоно-полутонового звукоряда, обычно подразумевался отсчёт снизу вверх, например, secunda [vox] означал второй снизу звук, вторая снизу ступень диатонического звукоряда.
Ангемитоновая пентатоника может быть неполной, или «олиготоновой» (греч. ὀλίγος; недостаточный, малочисленный), главным образом, в виде трёх- или четырёхзвучных звукорядов (иногда трёхзвучные интервальные системы называют «тритоникой», четырёхзвуные «тетратоникой»). Ангемитоновые олиготоники относят к пентатонике условно, так как они не образуют пятиступенных систем и, таким образом, противоречат определению.
Опора на первичные (кварто-квинтовые) отношения звуков свидетельствует о древности пентатоники. Она лежит в основе традиционной («народной») музыки китайцев, вьетнамцев, монголов, тюркских народов (татар, башкир, чувашей и др.). Музыка народов Анд основана преимущественно на пентатонике. Пентатоника также встречается в музыкальном фольклоре Европы и в древнейших пластах русской народной песни (особенно в так называемых календарных обрядовых песнях).
Академические композиторы начиная с XIX века применяли пентатонику как особую краску (модализм) для придания музыке аромата архаики (например, А. П. Бородин в песне «Спящая княжна»), ориентального колорита (Колыбельная слонов из «Детского уголка» Клода Дебюсси), естественной красоты и чистоты (пьеса «Утро» из сюиты «Пер Гюнт» Эдварда Грига).

## В китайской культуре
Пять основных тонов (т. н. у шэн 五聲 или у инь 五音: gōng 宫, shāng 商, jué 角, zhǐ 徵 и yǔ 羽), наряду с 12-ступенной хроматической системой, составляют основу китайской музыкальной теории. В конфуцианской традиции им приписывалось магическое воздействие на социум, где гун соответствовал государю, шан — министрам, цзюэ — народу, чжи — делам, а юй — материальным ресурсам (宮為君，商為臣，角為民，徵為事，羽為物 — «Шо юань» 說苑, гл. «Сю вэнь» 脩文)

## Другие значения термина
Пентатоникой также называют любые пятиступенные звукоряды, которые представляют собой законченные интервальные системы (в отличие от пентахордов неполных диатоник). Среди них:
- полутоновая пентатоника (например, a-h-c'-e'-f'), распространена в японской музыке для кото;
- темперированная пентатоника (октавный звукоряд делится на 5 относительно равных частей, как, например, индонезийский слендро[англ.], выразить который европейской нотацией невозможно);

- смешанная (например, a-h-d'-e'-f).